# Stortorp (naturreservat)
Stortorp är ett naturreservat i Boxholms kommun i Östergötlands län.
Området är naturskyddat sedan 2017 och är 81 hektar stort. Reservatet omfattar skog och inägor till gården Stortorp. Reservatet består i söder av naturbetesmarker, åkrar med holmar och lövdungar, i norr övergår detta i en betad skog med insprängda små åkrar.